# Dzjikurebisjön
Dzjikurebisjön (georgiska: ჯიქურების ტბა) är en saltsjö i Georgien. Den ligger på Iorihöglandet i den östra delen av landet, i regionen Kachetien.